# Schloss Jever
Das Schloss Jever in Jever in Niedersachsen gründet auf einer Burg der Ostfriesischen Häuptlinge und war der Sitz der Herrschaft Jever. Es ist das bedeutendste profane Bauwerk der Stadt.

## Geschichte

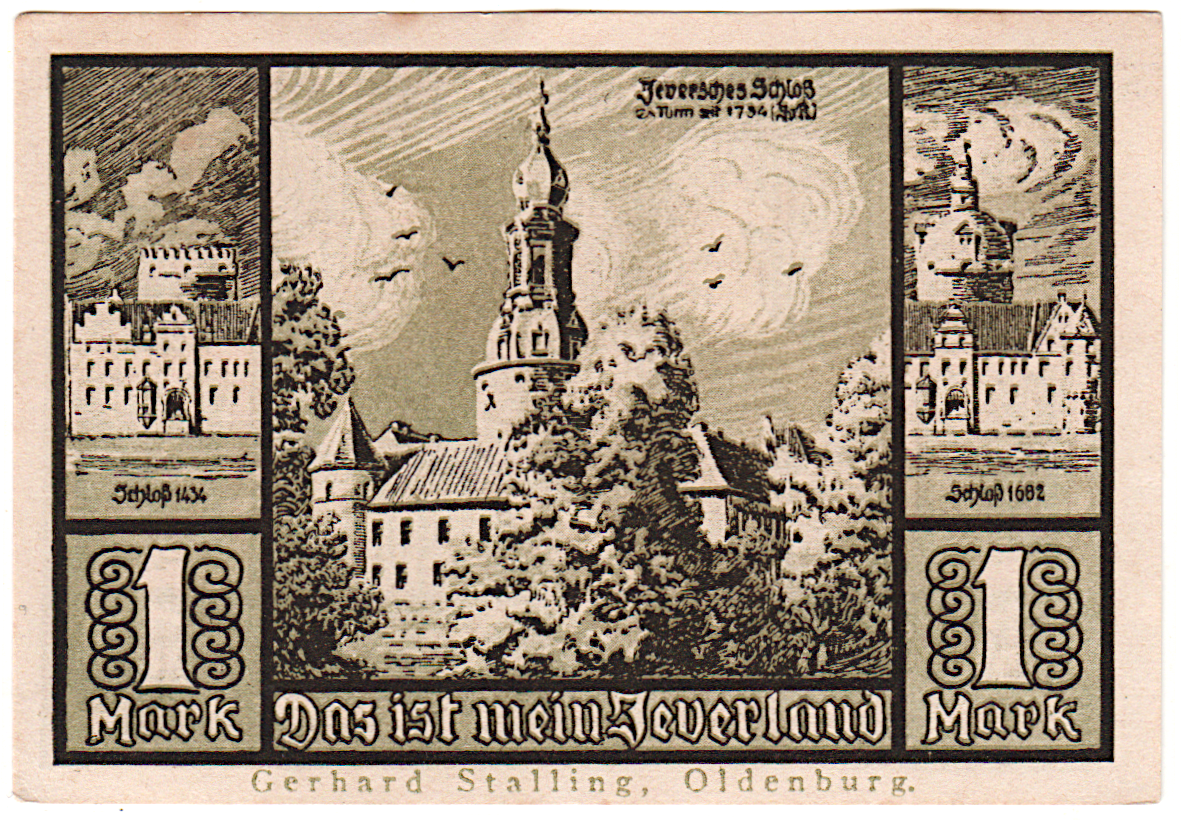
Das Schloss Jever auf einem Notgeldschein von 1922.

An der Stelle des heutigen Schlosses stand schon seit dem Mittelalter eine Wehrburg, die den Kern der späteren Stadt bildete. Der ursprüngliche Häuptlingssitz wurde um 1370 durch Edo Wiemken der Ältere erbaut. Unter seinem Enkel Sibet Papinga wurde 1417 eine Vorburg hinzugefügt. 1420 eroberten die Ostfriesen unter Ocko II. tom Brok die Burg, die laut den Bedingungen des 1427 geschlossenen Friedensvertrag geschleift werden musste. Ab 1428 wurde eine neue Burg unter Hayo Harlda errichtet, deren Mittelpunkt ein mächtiger Bergfried war. 1435 machte Hayo die Burg nach der Zerstörung der Sibetsburg zu seinem neuen Häuptlingssitz. Zur ständigen Residenz wurde sie aber erst unter Edo Wiemken dem Jüngeren (1468–1511).1495 wurde die Burg bei einem Einfall der Grafen von Oldenburg belagert. Um die davor erfolgte Verstärkung der Befestigung zu finanzieren, wurde eine Abgabe erhoben, die sich zur ersten ständigen Steuer in Friesland entwickelte.

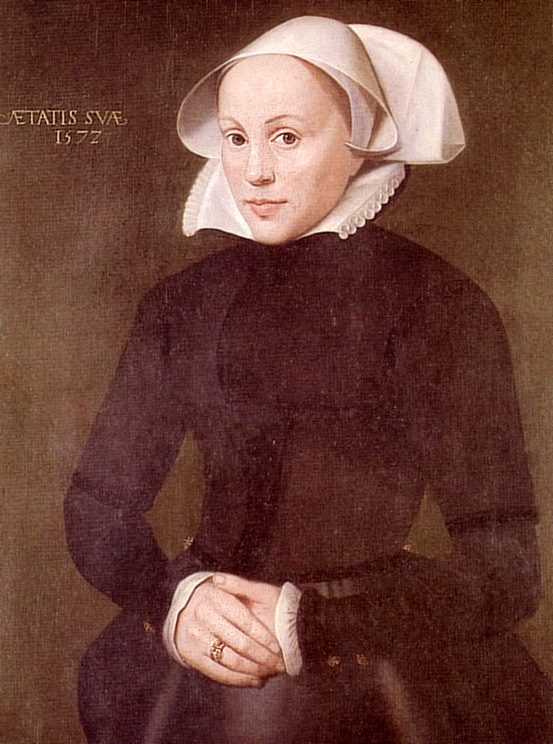
Maria von Jever, Regentin im 16. Jahrhundert

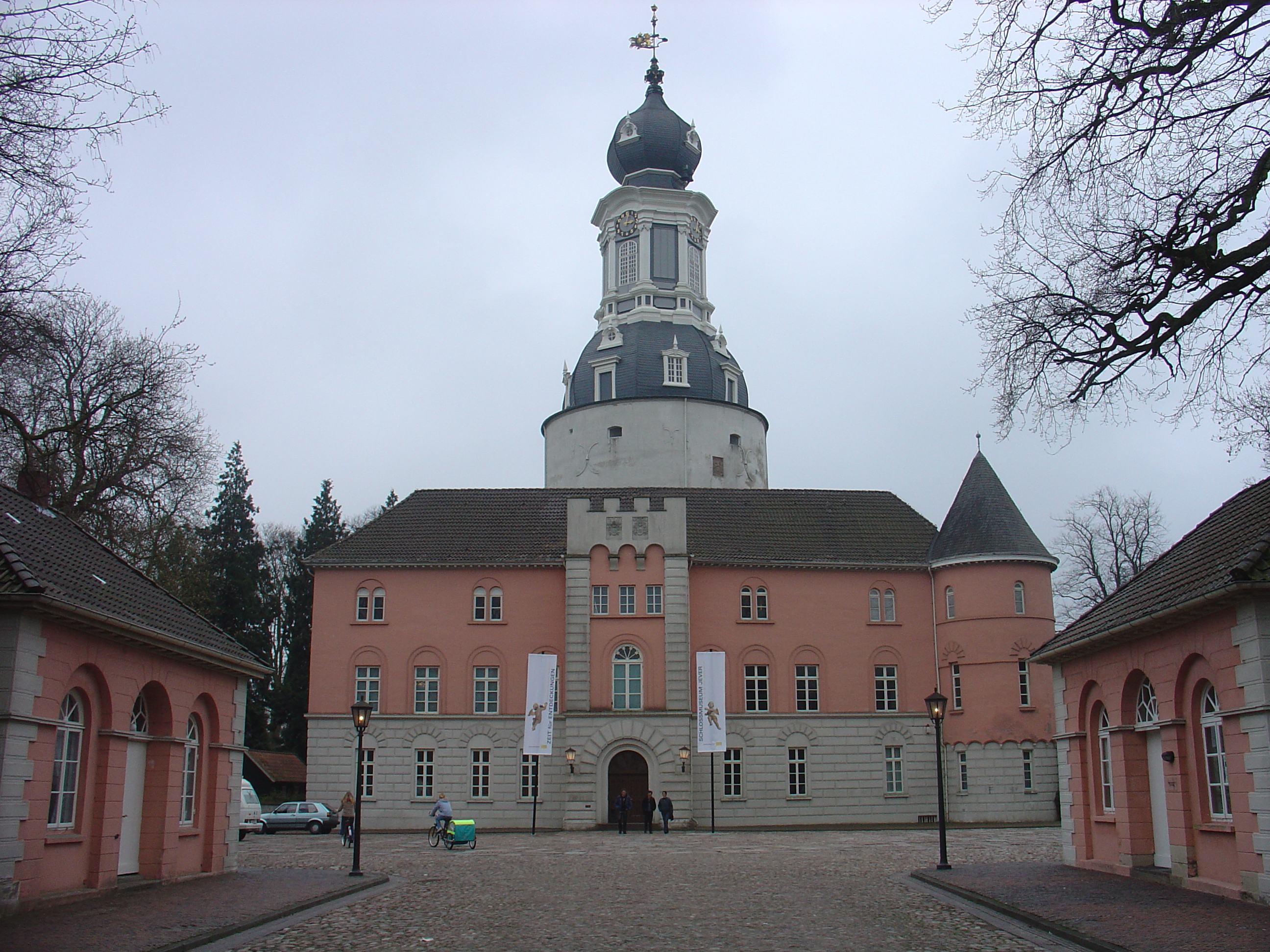
Blick auf die Eingangsfassade mit dem darüber ragenden Turm

Die Burg wurde durch Tanno Duren und Edo Wiemken erweitert, ihr Mittelpunkt blieb der mächtige Bergfried, der ab dem 16. Jahrhundert in eine von Wassergräben und Wällen umgebene vierflügelige Schlossanlage integriert wurde. Von 1560 bis 1564 ließ die damalige Regentin Maria von Jever diverse Umbauarbeiten im Stil der Renaissance vornehmen. Sie ließ unter anderem die geschnitzte Kassettendecke in den Audienzsaal einziehen. Außerdem ließ sie die Befestigungsanlagen verstärken. Nach dem Tod Fräulein Marias Im Jahr 1575 fiel die Herrschaft Jever an die Grafschaft Oldenburg. Nach dem Aussterben des Oldenburger Grafenhauses 1667 erbte das Fürstentum Anhalt-Zerbst Herrschaft und Schloss Jever.
Die anhaltischen Landesherren, deren eigenes Fürstentum im heutigen Sachsen-Anhalt viele Tagereisen von Jever entfernt lag, hielten sich selten im Schloss auf und führten daher kaum größere Änderungen aus. Erst unter Fürst Johann August wurde der mächtige Mittelturm, der den kleinen Schlosshof vollkommen dominiert, von 1731 bis 1736 mit seiner barocken Haube bekrönt. Der 67 Meter hohe Turm bildet heute das Wahrzeichen der Stadt und findet sich samt dem Schloss auch als Markenzeichen des Jever Pilseners wieder.
Nach der Zerbster Teilung im Jahre 1793 bis zu ihrem Tod 1796 war Johann Augusts Enkelin, die Zarin Katharina die Große Besitzerin des Schlosses. Aufgrund ihrer Verpflichtungen in Russland hat sie das Schloss in dieser Zeit jedoch nicht bewohnt. 1818 fiel Jever an das Großherzogtum Oldenburg. Das Schloss wurde von den Oldenburger Herzögen als Nebenresidenz genutzt und die alten Verteidigungsanlagen in diesem Zusammenhang abgebrochen. Auch ein Teil der ehemaligen Wirtschaftsgebäude wurde abgerissen und der unmittelbare Bereich der Schlossinsel in einen Landschaftsgarten verwandelt.
Seit 1921 befindet sich das Schlossmuseum Jever im Schloss, das sich sowohl der Geschichte des Gebäudes als auch der Herrschaft Jever widmet. Zudem finden im Schloss wechselnde Ausstellungen statt.

## Baugeschichte
Die erste Burganlage bestand vermutlich aus einem Steinhaus und einem quadratischen Turm von 14 m Höhe. Letzterer bildet den Kern des heutigen runden Bergfrieds, der im Rahmen des Neubaus ab 1428 errichtet wurde. Unter Edo Wiemken d. J. begann der Ausbau der baufälligen Burg zu einem Schloss. 1546 wurden die Befestigungsanlagen mit einem inneren Graben, einem Streichwehr und Zwingern verstärkt. An der Nordecke der Burg wurde 1572 der sogenannte "kleine Zwinger" gebaut. Sein "großer Zwinger" genanntes Gegenstück an der Südecke entstand zwischen 1579 und 1581. Zwischen 1730 und 1736 bekam der Bergfried seinen barocken Turmaufsatz. Der innere Graben wurde 1794 zugeschüttet und der Wall eingeebnet. Die Wirtschafts- und Wehrbauten der Vorburg wurden 1818 abgebrochen. Das heutige Erscheinungsbild mit zwei Torhäusern und einer an die italienische Renaissance erinnernden, historistischen Fassade stammt aus der Zeit um 1830.